# Religión incaica
La religión Inca es el conjunto de creencias y ritos relacionados con un sistema mitológico que evolucionó desde la época preincaica hasta el Imperio Inca. La fe en el Tahuantinsuyo se manifestaba en cada aspecto de la vida, trabajo, festividades, ceremonias, etc. La población tahuantinsuyana concibió la idea de un dios creador, abstracto, eterno, omnipotente, omnipresente y omnisciente en Huiracocha. Aun así, eran politeístas y había divinidades locales, regionales y panregionales. El kamaqin definía a la fuerza vital que animaba todo cuando existía en la Tierra; según la fe del Tahuantinsuyo, los seres vivos y muertos tenían kamaqin, inclusive los cerros, piedras, lagunas y demás seres sagrados lo tenían. Esto no pudo ser entendido por los colonizadores europeos quienes equipararon el kamaqin al vocablo «alma» de las creencias católicas, cuando claramente se trataban de conceptos distintos. En la fe católica, un cuerpo muerto ya no tiene alma, en la fe del Tahuantinsuyo los muertos recibían tanto respeto como los vivos.
Según las investigaciones de María Rostworowski, en la cosmovisión andina se tenía la creencia de que los seres humanos emergieron espontáneamente, por lo tanto no existía un dios creador; este concepto vino a surgir después de la colonización europea, fueron los sacerdotes católicos quienes identificaron Viracocha como el «dios creador» pero como adaptación al catolicismo.

## Las crónicas españolas

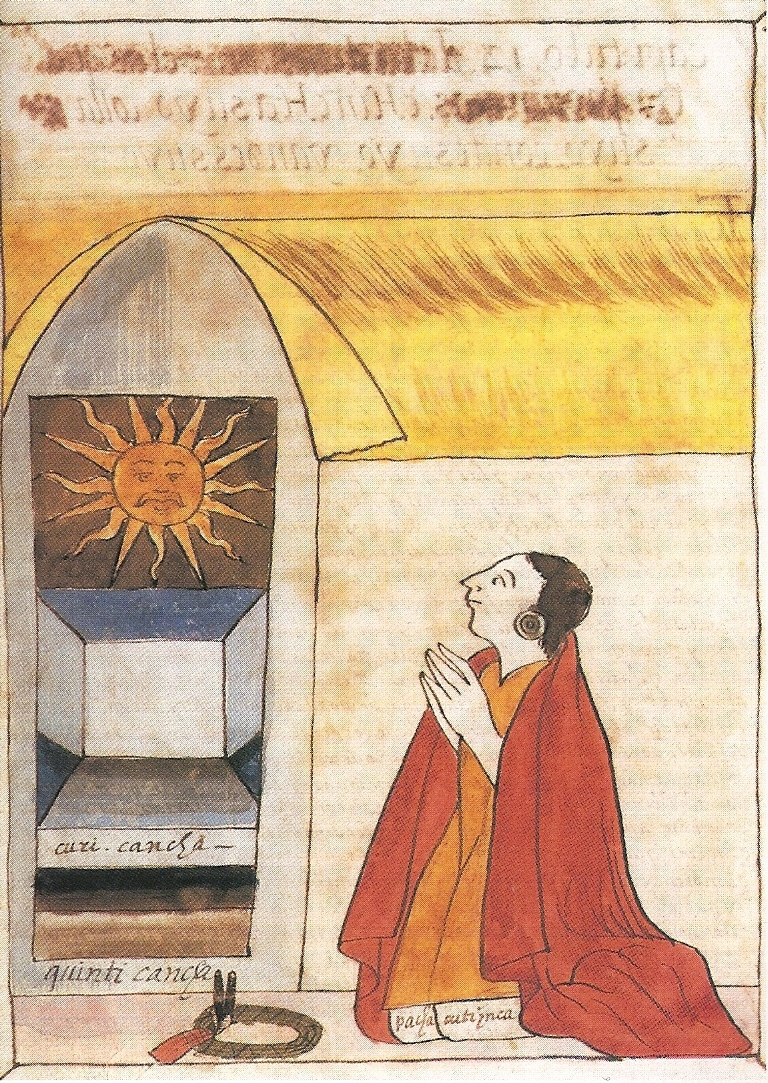
El Coricancha, literalmente recinto dorado, fue denominado templo del Sol por los españoles. La imagen corresponde a una representación de Martín de Murúa en la que se ilustra a Pachakutiq adorando a Inti en el interior del Coricancha.

La religión incaica es uno de los temas más controvertidos de la historia prehispánica; esto sucede así puesto que los cronistas españoles, quienes describieron la religión en el Tahuantinsuyo, trataron de explicar la religión incaica desde el punto de vista del catolicismo.
Los europeos creyeron que la religión incaica era obra del demonio e idolatría, por esta razón al recoger los relatos y mitos incaicos, seleccionaron los que podían identificarse con el dios cristiano, o las que fácilmente podrían ser interpretadas como vencidas por la fe católica.
En el caso de las divinidades menores, los españoles les dieron el nombre genérico de «huacas» (wak'a) y fueron descritas como «manifestaciones locales de la actividad del demonio».

## La mitología incaica
La mitología incaica procede en gran parte de tiempos preincaicos. En estos mitos, el hombre y el mundo son ordenados simultáneamente y los dioses convierten el caos en cosmos. Los incas explicaban con sus mitos el origen de las poblaciones (grupos étnicos), plantas y animales. Según la creencia popular, el lugar de donde procedían se le denominaba «pakarina», estas pacarinas podían ser cerros, puquios, lagunas, volcanes, cuevas o hasta huecos de árboles antiguos. En el caso de los grupos humanos, sus pacarinas no siempre estaban cerca al lugar en donde habitaban. Esta percepción no fue propia de los incas, sino que era una creencia extendida a lo largo de los andes.

## Origen
Los incas tenían una inmensa cantidad de historias de origen que los historiadores y eruditos tienen problemas para descifrar y clasificar. Estas historias a menudo se contradicen a sí mismas, pareciendo volver a contar la historia en un momento posterior para incluir información y eventos que habían ocurrido. Muchas de las historias de origen de los incas comenzaron en el lago Titicaca. La historia tiene al dios creador Wiraqucha Pachayachachiq formando gigantes para ver si los humanos funcionarían bien en ese tamaño. Cuando descubrió que no, los hizo de su propio tamaño. Estos humanos eran arrogantes y codiciosos, por lo que se convirtieron en piedra u otras formas y algunos fueron engullidos por la tierra o el mar. Luego, el Creador convocó una gran inundación para destruir la Tierra y toda la vida en ella, excepto tres hombres, quienes luego ayudarían a crear humanos nuevamente. En un punto posterior en el lago Titicaca, el Creador hizo el Sol, la Luna y las estrellas. La Luna brillaba más que el Sol, y lleno de celos, el Sol arrojó cenizas en su rostro para atenuar su brillo. Luego, el Creador se extendió con dos sirvientes para convocar a la gente de cada nación, desde cada montaña, grieta, cueva y lago antes de caminar sobre el agua hacia el oeste.
Las historias de origen de los incas reflejan una actitud de cambio, donde el pasado podría cambiarse para situar mejor el presente. Esto permitió la posibilidad de que se descubrieran nuevos pueblos y tierras habiendo estado presentes desde el principio. Sin embargo, los orígenes de los incas no representan las historias de origen de otros pueblos andinos preincaicos. Hay muchas más versiones e historias que son anteriores a las historias incas y se integran en ellas. El origen y la religión incas se basan en muchas tradiciones locales y ancestrales. La tradición oficial del Imperio inca era el culto al Sol, pero los incas permitían a los lugareños adorar a sus seres existentes. Mucha gente pensó que su antepasado fundador surgió de un lugar exacto, un paqarisqa. Estos lugareños adoraban a sus dioses a través de peregrinaciones, ofrendas y otros ritos que les permitían mantenerse fieles a la tradición al mismo tiempo que proporcionaban los sacrificios y ofrendas necesarios al dios Sol.

## Expansión religiosa
Las tradiciones religiosas en los Andes tendían a variar entre diferentes ayllus. Si bien los incas generalmente permitieron o incluso incorporaron deidades locales y héroes de los ayllus que conquistaron, llevaron sus dioses a esos pueblos incorporándolos en la ley, tal como requería el sacrificio. Los incas intentaron combinar sus deidades con las conquistadas de formas que elevaran el estatus de los suyos. Un ejemplo de esto es Pachamama, la diosa de la Tierra, a quien se adoraba mucho antes del ascenso de los Incas. En la mitología incaica, la Pachamama, habiendo sido integrada, se colocó debajo de la Luna, la cual los incas creían que esta última gobernaba sobre todas las dioses femeninas.

## Cosmovisión durante el Imperio Inca
La cosmovisión andina del mundo estaba dividida en 3 mundos:
- «Hanan Pacha» (Tierra de arriba).
- «Kay Pacha» (Tierra de aquí).
- «Uku Pacha» (Tierra de abajo).

Franklin Pease García-Yrigoyen señala que esta división fue una transliteración de la cosmovisión andina a la cosmovisión católica, y que lo más probable es que durante el Imperio Inca hubiera dos mundos llamados Hanan Pacha y Hurin (Uku) Pacha, y que el Kay Pacha fue un lugar de encuentro o tinkuy.Hay evidencia de que existe otros dos mundo llamados Hawa Pacha o el mundo de afuera (lo que existe pero nuestros sentidos no pueden percibir) y el Hakaq Pacha o Haqay Pacha ( mundo del más allá o de los espíritus). Para los incas, la Tierra (Pachamama) es la madre nutricia de la vida, digna de respeto; posición opuesta a la visión europea de que el hombre debe explotar la naturaleza sin precaución o que la última contradicción de la historia es naturaleza-hombre.
Los incas creían en un tiempo cíclico, las crónicas dividen a los ciclos en edades y esas edades fueron variando según los mitos recogidos por los europeos. En el manuscrito de Huarochirí se divide el tiempo en 4 edades, cada una gobernada por un dios diferente: Yanañamca y Tutañamca, Huallallo Carhuincho, Pariacaca y Cuniraya Huiracocha.
En las crónicas de Guamán Poma, se presenta una descripción compleja de las edades del mundo que se inicia con la aparición del hombre; en las 3 primeras edades Guamán Poma describe el perfeccionamiento del conocimiento agrícola y guerras. La cuarta edad se describe como el perfeccionamiento de varios grupos étnicos; en la quinta edad llamada «Inca pacha runa» los incas se imponen al resto de hombres e imponen la idolatría. Según Poma, en la primera edad los hombres conocieron al «dios verdadero» pero este conocimiento se perdió.

## Las divinidades
La religión andina prehispánica era animista, puesto que perfilaba a los astros y a los grandes hechos y fenómenos geográficos como poderosas deidades en sí mismas. El único dios en sentido pleno de la palabra fue Viracocha, el dios creador. Otros dioses importantes eran el Sol (Inti), la Luna (Mama Quilla) protectora de las mujeres, la Tierra (Pacha Mama) de la fertilidad agrícola, y el rayo (Illapa) trinidad del rayo, trueno y relámpago, y dios de la guerra.
El número de divinidades durante el ciclo incaico fue enorme, estas divinidades podían habitar el cielo y la tierra. Según la creencia popular, los dioses (incluyendo también los antropomorfos) podían tomar conductas similares a la de los seres humanos, eran capaces de tener sentimientos y pensar, podían tener esposas, hijos y enfrentamientos entre ellos; además podían tomar partido por un grupo humano en algún conflicto. Por lo general, los dioses incaicos eran inmortales, aunque también existieron inusitados casos de dioses mortales como Tunupa. Los dioses incaicos exigían ofrendas y constante recordación; en el caso de las deidades asociadas con el agua, se sabe que preferían el «mullu» (Spondylus crassisquama) y cada divinidad tenía una preferencia específica sobre cómo debía ofrecérsele el mullu; existían algunas divinidades, como el caso del oráculo de Huarochirí que exigía mullu masticado. Este mullu era depositado en pozos, fuentes, ríos, lagunas o el mar para pedir buen tiempo y salud.
Al igual que los romanos, los incas permitieron que las culturas que integraban en su imperio mantuvieran sus religiones individuales. A continuación, se muestran algunos de los diversos dioses adorados por los pueblos del imperio inca, muchos de los cuales tienen responsabilidades y dominios superpuestos. A menos que se indique lo contrario, se puede suponer con seguridad que estos fueron adorados por diferentes ayllus o adorados en determinados estados anteriores.
- Culto al Sol, Inti

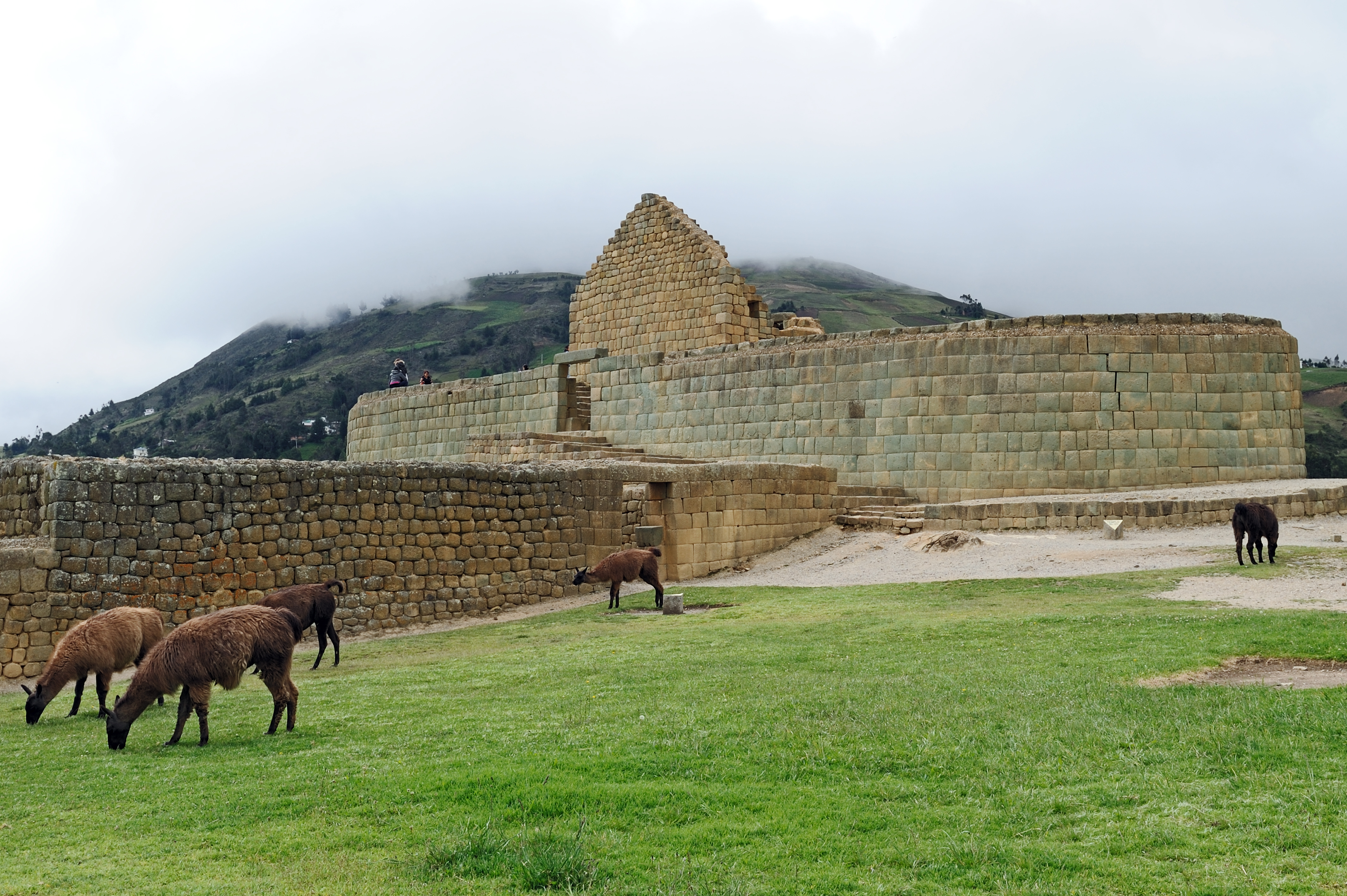
El culto solar se extendió por el Tahuantinsuyo en un proceso que los europeos compararon con una evangelización. En la foto el denominado «templo del Sol» en el complejo arqueológico de «Ingapirca».

En las crónicas europeas escritas durante la conquista, se refieren al sol, denominado «Punchao» o «Inti» como la divinidad más importante de todo el Tahuantinsuyo; «Inti» fertilizaba la tierra y en algunos relatos aparece como esposo de «Pachamama». Inti era dador de salud, paz y vida; y el inca como hijo del Sol (intipa churin) lo representaba en la Tierra con un valor sagrado.
Las crónicas describen al culto solar con similitud al culto católico, en los cuales existía una jerarquía clerigal en la que primaba el Cusco con la máxima autoridad el «Willaq umu» (willaq uma), este Willac umu era elegido por las «panacas» (panaqa) cusqueñas y generalmente era uno de los hermanos del inca.
El culto al «Inti» del Tahuantinsuyo en una especie de evangelización, pero esto no quería decir que el culto al «Inti» era el único en el imperio puesto que las crónicas relatan que los incas permitieron a los pueblos conquistados conservar sus ídolos y deidades e incluso algunas de estas deidades fueron incorporadas al panteón incaico. Los incas se consideraban «hijos del Sol» y las crónicas indican que el culto solar estuvo ligado a las élites cusqueñas; la población común tenía la creencia que «Inti» era el padre de toda la etnia inca y que, por tanto, eran sus hijos predilectos.
De todos los templos dedicados al «Inti», el más importante era el «Coricancha» (Qurikancha) ubicado en el Cusco. Este templo solo podía recibir a la élite cusqueña e incluso tenía recintos de exclusividad absoluta para el soberano inca. A su vez, existieron otros templos provinciales dedicados al culto solar conocidos como «ushnu»; estos ushnus eran construcciones de forma piramidal ubicados en medio de planicies, en los cuales se realizaban además del culto solar, otros cultos. Uno de los principales ushnu fue el que se ubicaba en «Aucaypata» (plaza central del Cusco). En la plaza del Cuzco se realizaban ceremonias grandes y masivas para el culto solar; las crónicas mencionan que, para estas celebraciones, asistían curacas de regiones alejadas del Tahuantinsuyo.
Inti era representado como un niño de entre 8 o 10 años confeccionado de oro fino (el proveniente de los lavaderos), lucía vestido como el inca con grandes orejeras, pectoral, mascaipacha y llauto. A sus lados, había dos serpientes bicéfalas y dos pumas que lo protegían. La imagen lucía sentada en una tiana de oro, de sus hombros emergía una aureola y detrás de él un círculo representando al Sol.
- Pachamama

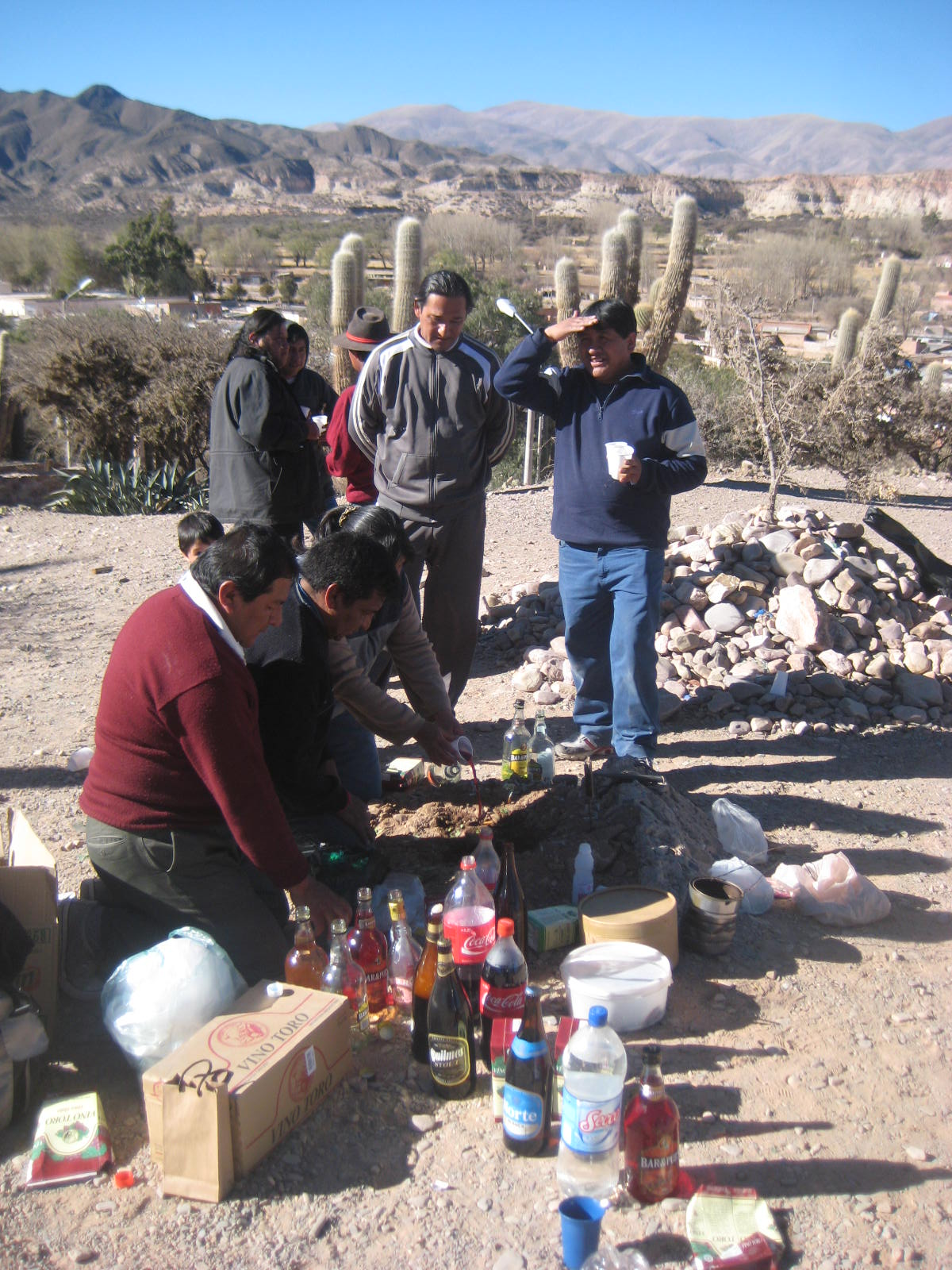
Los incas extendieron la veneración a la Pachamama, esta veneración ha pervivido hasta la actualidad con múltiples modificaciones. En la foto, pago a la pachamama en Humahuaca.

La Pachamama es una divinidad ctónica reconocida como la divinidad de la Tierra y la fertilidad. Se la representaba como una niña que vivía en el interior de la Tierra y las montañas. Pachamama era la responsable de la producción de alimentos, y las ceremonias a ella estaban ligadas a la siembra, el cuidado del crecimiento y la cosecha.
Se le ofrendaba chicha, coca, sebo y «mullu», pidiéndole la protección de los cultivos. La chicha era esencial en los rituales a la Pachamama, se le utilizaba en un brindis ritual denominado «tinka» para lo cual se elaboraba una chicha especial. Antes de la siembra era obligatorio ofrecer chicha a Pachamama haciéndosela beber rociando la chicha en la tierra. Asimismo, todo aquel que bebiera chicha estaba obligado a invitar a Pachamama el primer vaso para que esta no se resintiera y lo castigara. El grado de respeto era tal, que antes de recostarse en la tierra se le hacía una ofrenda. La ira de esta deidad podía traer desventuras en cosechas, por lo que era necesario presentarles ofrendas, tal como el vigente brindis de chicha al inicio del laboreo agrícola.
- Huiracocha

Huiracocha, Wirakocha o Viracocha era la divinidad del «Hanan Pacha». Según los mitos del Cusco, salió de las aguas del lago Titicaca y ordenó el mundo (que era un caos); en la mayoría de los relatos recogidos durante la conquista, Huiracocha aparecía como esposo de Pachamama. Asimismo, los mitos de zonas entre Cusco y la meseta del Collao, aparece como la deidad más importante, el cronista y sacerdote español Blas Valera (1545-1597) en su libro "Historia Occidentalis" hace referencia a este hecho cuando afirma refiriéndose al dios de los incas:

Creyeron y dijeron que el mundo, cielo y tierra, el sol y la luna fueron creados por otro mayor que ellos. A esto llamaron ILLA TEQSI, que quiere decir LUZ ETERNA.

La interpretación que hizo Blas Valera del término ''Illa Tecsi'' (en ortografía moderna, Illa Tiqsi) fue «Luz Eterna», pero según la recopilación del idioma quechua por Holguín, una transcripción literal correcta del quechua de esa época sería «fundamento del pasado». Sin embargo en otras crónicas se señala que el culto a Huiracocha era menor que el culto a Inti. Franklin Pease señala que Huiracocha es una divinidad muy antigua que perdió importancia a medida que los Incas iban expandiéndose a otros territorios. Waldemar Espinoza señala que el culto a Huiracocha se extendió en la zona en épocas preincaicas, probablemente desde el apogeo de las civilizaciones Tiahuanaco y Wari.
En algunos relatos, aparece con el nombre de «Imaimana Huiracocha»[cita requerida] y se le describe con 7 ojos que rodeaban su cabeza y con los cuales podía ver todo lo que sucedía en el mundo. En los mitos recogidos en el Cuzco, Viracocha puso el Sol y la Luna en los cielos originando la luz, luego dividió el mundo en 4 suyos y ordenó a los hombres salir al exterior (se pensaba que, antes de eso, los hombres vivían en el subsuelo, específicamente en cuevas, puquios, lagunas u otros sitios llamados «pacarinas»), esta orden la dio en el Chinchaysuyo y el Collasuyo, mientras que en el Contisuyo y el Antisuyo recibió ayuda. Luego de ordenar el mundo, Viracocha caminó el mismo rumbo del Sol y se perdió en el mar.
- Pachacámac

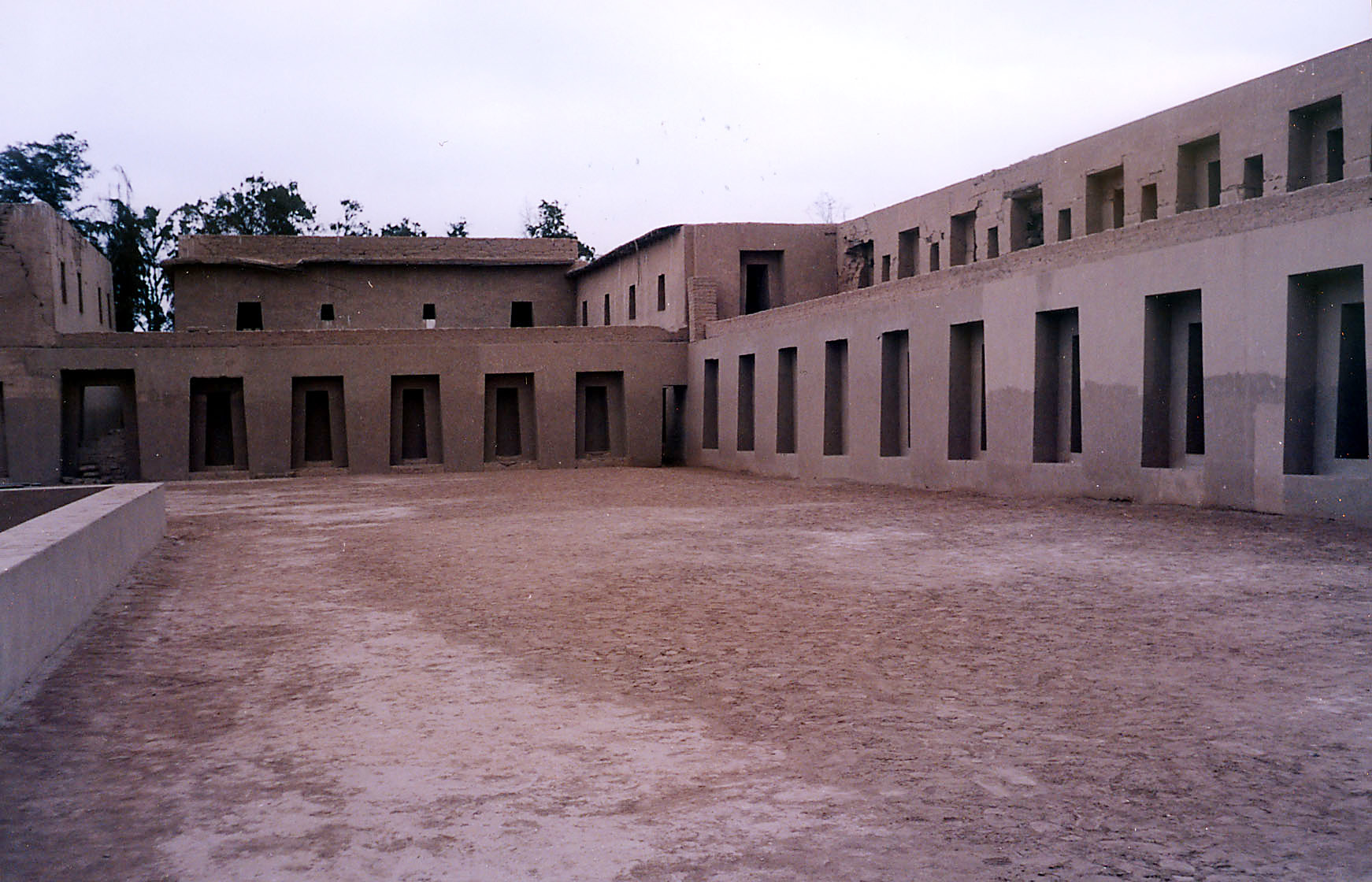
Pachacámac fue un oráculo respetado por varias civilizaciones anteriores a los Incas. En la foto, la casa de las «mamaconas» en el templo de Pachacamac.

Pachacámac es una deidad que era adorada en diversas regiones del Tahuantinsuyo pero que cuyo templo principal y oráculo quedaba en el valle de Lurín. Compartía la labor ordenadora del mundo junto a Huiracocha; vivía en el subsuelo y era el responsable de los terremotos y productor de alimentos. En algunos mitos se le describe como esposo de Pachamama y deidad del cielo.
- Kon

Kon, era el dios del viento y la lluvia que venía del sur, esta deidad originalmente era de la costa peruana, específicamente de la cultura Paracas y Nazca, los incas más tarde lo incluirían a su panteón.
Este dios era liviano, puesto que carecía de huesos y carne, a pesar de esto, tenía forma humana, también era representado como un ser con rostro de felino, aunque se cree que usaba máscaras felínicas, debido a estas características, este dios es conocido como "el felino volador", portaba cabezas trofeo y un báculo, debido a sus prominentes ojos, también es conocido como el "dios oculado".
Cuenta una leyenda que Kon era un dios creador y que habría creado la primera generación de humanos que poblaron la Tierra, sin embargo, estos se olvidarian pronto de él, esto desató la furia de Kon castigándolos y quitándoles la lluvia e hizo que las fértiles tierras se conviertan en extensos desiertos, Kon solo les proveyó de algunos ríos para que puedan con mucho esfuerzo trabajar honradamente y subsistir. 
Pasaría un tiempo en el que otro dios conocido como Pachacámac, cuyo nombre significa "alma de Tierra, el que anima el mundo" llega a la Tierra, este se enfrentó a Kon en una batalla larga y encarnizada, en la cual Kon acabaría siendo derrotado y desterrado por Pachacámac.
Pachacámac destruyó todo lo que el dios Kon había creado, esto con el propósito de crear una nueva generación de humanos.
A los humanos que el dios Kon creó, Pachacámac los terminaría convirtiendo en zorros, monos y aves, este dios los enviaría a poblar los diversos valles que yacen en la costa.
Pachacámac entonces, crearía la nueva generación de humanos, este les proveyó una cantidad mayor de agua y mejor capacidad de dominar las tierras cultivandolas a placer. En agradecimiento, los humanos construyeron un templo cerca de la actual ciudad de Lima, el templo de Pachacámac. 
- Tunupa

Tunupa era una deidad altiplánica, de mucha devoción en el Collasuyo. Según los mitos del Collasuyo, Tunupa puso orden en el mundo y muchas veces se le confunde con Ticsi Huiracocha. Tunupa estaba acompañado de Tarapacá y Taguapacá, quienes le ayudaban a ordenar el mundo, se le identificaba con los volcanes y los rayos, a los cuales él gobernaba. También tenía poder sobre el agua y ordenaba los aluviones.
- Mama Quilla

Denominada «Quilla» (Killa) o «Mama killa» por los quechuas, «paxi» por los aymaras. Era la señora del mar y los vientos, se le consideraba hermana y esposa de Inti. Protegía a las mujeres especialmente en el momento del parto, además tenía una especial protección con la coya y las ñustas. En el Coricancha, tenía adoración junto al Inti, además en el mismo templo tenía otros 4 ambientes destinados a su adoración. Los templos dedicados a la Luna se repartían en todo el Tahuantinsuyo, pero tenía un especial prestigio el templo ubicado en la isla Koati. En honor a la Luna, los incas celebraban el «coya raymi» (quya raymi).
- Illapa (Illapa; trinidad del rayo, trueno y relámpago)

Illapa, también llamado Apu Illapa, Chuquiylla, Catuilla, Intillapa o Libiac, era el dios del rayo, el trueno, el relámpago, la lluvia y la guerra dentro del panteón incaico.
De una forma generalizada, Illapa era el señor del clima. A pesar de que la principal facultad de la deidad era el rayo y sus demás elementos, Illapa tenía el absoluto dominio del tiempo atmosférico.
Illapa estaba fuertemente vinculado a la agricultura, pues de la mano de él dependía el clima idóneo para fructiferas cosechas y cultivos.
Como dios de la guerra, Illapa también jugaba un papel primordial en contextos bélicos. Illapa era el principal numen protector de las campañas militares incas durante la expansión del Tahuantinsuyo.
Debido a sus facultades como dios del clima y dios de la guerra, Illapa fue venerado a tal punto de ser considerado como el tercer dios más importante dentro del panteón incaico. Solamente era superado por Huiracocha e Inti.
Se le representa como un imponente hombre de brillantes vestiduras de oro y piedras preciosas. El dios Illapa portaba dos poderosas armas divinas: una warak'a y una makana dorada. Dichas armas simbolizan su dominio absoluto sobre el clima y su facultad como dios bélico del imperio. Según el cronista Bernabé Cobo, otra representación que los incas le daban a Illapa era la de un guerrero formado por estrellas en el cielo.
Sus ritos tomaban lugar en las más altas montañas, pues creían que Illapa habitaba en ellas. Sus ritos consistían en danzas, cánticos, fiestas y sacrificios de animales (en periodos de suma necesidad, también se efectuaban ofrendas humanas). Illapa se manifestaba en el mundo terrenal bajo la forma de un puma o halcón.
Existe una leyenda que rezaba que Illapa guardaba agua que sacaba de la Vía Láctea en un aribalo y se lo entregaba a su hermana Mama Quilla para que la cuidase. Al llenarse dicho aribalo, Illapa lanzaba un proyectil de su huaraca al aribalo produciendo un estruendo que provocaría el trueno, el rayo vendría a ser las chispas producidas por el impacto y finalmente la salida del agua sería la lluvia.
Se dice que los incas, para atraer la atención de la deidad para que esta produjera la lluvia, amarraban perros negros y los dejaban sin comida ni bebida. Pasaría un tiempo en el que estos animales empezarían a sollozar de dolor por hambre y sed. Esto hacía que el dios Illapa se apiadase de ellos y mandara la lluvia para evitar sus muertes. También se menciona que si los perros llegasen a morir, esta deidad demostraba su furia mandando un poderoso rayo que se encargase de fulminar sin dejar rastro de los culpables de la muerte de dichos animales.
Illapa estaba vinculado a Inti y tenía un lugar en el Coricancha. También tuvo un lugar destacado en la fortaleza de Sacsayhuamán. La iglesia de San Blas (Cuzco) fue edificada sobre un templo en la que se le rendía culto. Según el cronista Cristóbal de Molina, Illapa tenía su propio templo, el cual era conocido como Pucamarca.
Asimismo, Illapa tenía tierras asignadas y sacerdotes a su servicio. En la creencia popular, cuando un niño nacía en medio de truenos era elegido por Illapa para su servicio; al adquirir la mayoría de edad, tenían que encargarse de los sacrificios además que los elegidos por Illapa fungían de mediadores entre las fuentes de agua y la población.
- Supay

Es una entidad espiritual dentro de la mitología incaica. De acuerdo al diccionario quechua-castellano de 1560 del fraile Domingo de Santo Tomás, el término en su forma original era neutral y podía ser utilizado para referirse a un espíritu moralmente bueno (allisupa, 'angel bueno') o a un espíritu moralmente malo (manaallisupa, 'angel malo'). Posteriormente, el término es utililizado para referirse al diablo cristiano.

### Entidades protectoras

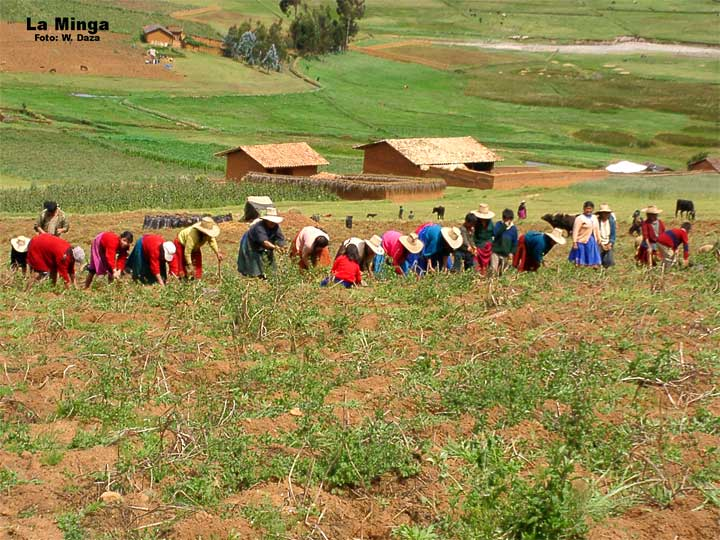
Las actividades agrícolas durante el Imperio Inca estaban ligadas a complejos sistemas de creencias y rituales que se consideraban esenciales para la producción.

- Conopa: Se tenía la creencia de que cada planta alimenticia tenía un espíritu que la protegía, este espíritu tenía el nombre «conopa». Las conopas eran los mejores frutos de la cosecha y eran escogidos para realizar una ceremonia de agradecimiento. Con esta ceremonia, se hacía que la cosecha rindiera mucho más. La conopa de cada fruto recibía un nombre particular:[3]
  - la conopa del maíz: Saramama
  - la conopa de la papa: Papamama
  - la conopa del ají: Uchumama
  - la conopa de la coca: Kukamama

Las familias incas veces adoraban los dioses domésticos a través de su representación como figuritas en miniatura más comúnmente conocidas como chancas o conopas, normalmente talladas en piedra.
- Illa: Los animales domésticos también tenían espíritus protectores a los que llamaban «illas» (illakuna). Las illas eran miniaturas de los animales hechas en piedra y que podían enterrarse en los cerros y corrales para incrementar la producción ganadera.[3]

## Dualidad
Un tema de la mitología incaica es la dualidad del cosmos. Los reinos se separaron en reinos superior e inferior, el hanan pacha y el ukhu pacha y urin pacha. Hanan pacha, el mundo superior, estaba formado por las deidades del sol, la luna, las estrellas, el arco iris y el rayo, mientras que ukhu pacha y urin pacha eran los reinos de Pachamama, la madre Tierra, y los antepasados y héroes del Inca u otros ayllus. Kay pacha, el reino de la Tierra exterior, donde residían los humanos, era visto como un reino intermedio entre Hanan Pacha y Ukhu Pacha. Los reinos estaban representados por el cóndor (mundo superior), el puma (mundo terrenal) y la serpiente (mundo interior).
El dualismo asimétrico es especialmente importante en la cosmovisión andina. El dualismo asimétrico es la idea de que la realidad está construida por fuerzas que son diferentes y comprometidas, pero que se necesitan mutuamente para completarse. Además, una fuerza es un poco más grande o más poderosa que la otra, lo que conduce a una disparidad entre seres y fuerzas. Esta disparidad es la base de la realidad y es la que hace que sucedan las cosas. En todo el pensamiento andino, este dualismo asimétrico se manifiesta en la dispersión de la fuerza vital o vitalidad por todo el territorio. Kamaq es la fuerza vital que habita en todo en la realidad. No distingue entre vivos y muertos y habita cosas en diferentes cantidades. Esta fuerza vital que impregna diferentes lugares en diferentes momentos da reconocimiento a ciertos lugares u objetos. Se consideraba que estos lugares y objetos contenían una energía especial y se recopilaron bajo el título de wak’a.
Los sitios sagrados llamados wak'a se extendieron por todo el Imperio inca. En la mitología andina, una wak'a era una entidad divina que residía en objetos naturales como montañas, rocas, arroyos, campos de batalla, otros lugares de reunión y cualquier tipo de lugar que estuviera conectado con los gobernantes incas del pasado. Una wak'a también podría ser un objeto inanimado, como la cerámica, que se creía que era un recipiente portador de deidades. Los líderes espirituales de una comunidad usarían la oración y las ofrendas para comunicarse con una wak'a en busca de consejo o ayuda. El sacrificio humano era parte de los rituales incas, en situaciones extremas, en los que generalmente sacrificaban a un niño (qhapaq hucha) o un esclavo. El pueblo inca pensó que era un honor morir como ofrenda.
Los restos arqueológicos confirman tales prácticas de sacrificio humano, según Reinhard y Ceruti: "La evidencia arqueológica encontrada en cumbres de montañas distantes ha establecido que el entierro de ofrendas era una práctica común entre los incas y que el sacrificio humano se llevó a cabo en varios de los sitios. La excelente preservación de los cuerpos y otros materiales en el ambiente frío y seco de los altos Andes brinda detalles reveladores sobre los rituales que se realizaban en estos complejos ceremoniales."

## Adivinación
Los incas también utilizaron la adivinación. La adivinación se utilizó para informar a las personas en la ciudad de los eventos sociales, predecir los resultados de las batallas y solicitar una intervención metafísica.
La adivinación era esencial antes de emprender cualquier acción. Casi todos los ritos religiosos iban acompañados de sacrificios. Estos eran generalmente cerveza de maíz, comida o llamas, pero ocasionalmente eran de vírgenes o niños. La adivinación era una parte importante de la religión Inca, como se refleja en la siguiente cita:

Los elementos nativos son más obvios en el caso de la adivinación del amanecer. Apachetas, coca y el sol eran elementos importantes en la religión anterior a la conquista, y la adivinación, el culto a las montañas sagradas y el castigo contra los enemigos eran prácticas rituales importantes.: 292–314 

### Los oráculos
Los dioses se comunicaban con los seres humanos a través de los oráculos, estos oráculos podían ser representaciones de los dioses hechas en diversos materiales y que, según la creencia, cobraban vida y pedían deseos, además de responder preguntas. Los sacerdotes interpretaban los oráculos y se tenía la idea de que, por tratarse de dioses, los oráculos no se equivocaban; pero cuando un oráculo erraba en sus predicciones causaba gran malestar en la población. Están documentados relatos sobre la destrucción del oráculo de Catequil (Katiqil) en Porcón por mandato de Atahualpa, al haberle dado información errónea.
Todos los grupos sociales del Tahuantinsuyo visitaron los oráculos permanentemente, los más prestigiosos según las crónicas fueron Pachacámac (Pachakamaq), Apurimac (Apu rimaq), Chinchaycamac (Chinchaykamaq), Mullipampa y Catequil.

## Los sacrificios
La población en el Tahuantinsuyo tenía la creencia de que a las deidades les agradaban los sacrificios de los «animales sagrados». Uno de los animales sagrados era la «pillco llama», que no era más que una llama blanca; esta «pillco llama» era predilecta en el culto solar, era vestida con atuendos rojos y decorada con plumas para el sacrificio. Cuando se hacía un sacrificio, el animal sacrificado era acompañado con textiles, coca, chicha y flores. Estos últimos 4 elementos eran imprescindibles en cualquier tipo de sacrificio u ofrenda.
Los animales preferidos para los sacrificios eran los machos, en el caso de las hembras se prefería a las estériles. Se seleccionaban minuciosamente a los animales para el sacrificio, igualmente sucedía con los textiles. En el caso de la coca, se ofrecía al culto la coca cultivada en campos especiales para ofrenda, igualmente la chicha para la ofrenda era distinta a la hecha para beber en festividades.
Los sacrificios para alejar desgracias o tragedias podían realizarse en cualquier momento del año. Pero existieron meses específicos para determinados sacrificios. Por ejemplo, en septiembre se realizaba la «citua», que era una ceremonia para alejar las enfermedades botándolas al río; en esta ceremonia se arrojaban al río coca, textiles y camélidos degollados, posteriormente con la sangre de llamas seleccionadas se hacían unos bollos de maíz que se repartían.
Existieron también sacrificios humanos generalmente asociados al Inca, estos se realizaban cuando un Inca ascendía al trono o cuando su salud se resquebrajaba. También existió una ceremonia denominada capac cocha realizada en casos especiales como sequías persistentes, en la cual se sacrificaban niños seleccionados y sin defectos, estos niños podían ser del pueblo o de la élite. Según crónicas de Bernabé Cobo, cuando Huascar fue capturado los sacerdotes del Cusco sacrificaron varios niños, animales y textiles.

## Momificación
Los gobernantes en Perú, como el gobernante inca Huayna Capac, a menudo fueron momificados en el momento de su muerte, lo que permitió que sus cuerpos fueran adorados dentro de los palacios. Estos actos de adoración fueron interceptados por los españoles bajo el mando de Juan Polo de Ondegardo y Zárate, quien fue nombrado recientemente Magistrado Jefe de Cuzco en 1559, cuando estaba bajo control español. Ondegardo realizó un esfuerzo masivo para evitar que los incas cometieran sus “pecados idólatras”, principalmente localizando los cuerpos momificados de los reyes incas tardíos y enviándolos al virrey en Lima. Permanecieron en un hospital alrededor de 80 años antes de que se desconociera su paradero, el Inca momificaba a sus reyes y varias veces al año se alineaban de acuerdo a cuando gobernaban cronológicamente en la plaza del Cusco para que el público presentara sus respetos. En el resto del año, las momias fueron devueltas a los palacios de Cuzco y fueron adoradas en privado por grupos de visitantes. Francisco Pizarro afirmó que “era costumbre que los muertos se visitaran entre sí, y hacían grandes bailes y libertinajes, y a veces los muertos iban a la casa de los vivos, a veces los vivos llegaban a la casa de los muertos”. Se pensaba que los reyes habían podido responder a los adoradores mediante el uso de oráculos, e incluso dieron consejos sobre la protección y el gobierno de la Tierra. Se esperaba que el Inca gobernante buscara el consejo de las momias de sus antepasados para asuntos importantes. Sin embargo, no todas las momias incas fueron glorificadas, ya que en un caso el cuerpo momificado de Túpac Inca Yupanqui fue incendiado y su línea de sangre fue asesinada cuando se pusieron del lado de Huáscar en la guerra civil.
Se consideraba que las momias incas tenían capacidad de acción, no realmente vivas ni muertas, sino más bien una muerte animada. Terence D'Altroy dijo que "las momias reales comieron, bebieron, se visitaron unas a otras, se sentaron en el consejo y juzgaron preguntas importantes". Las momias participaban en roles ceremoniales que les permitían ser consultadas como asesoras en momentos de angustia. Originalmente mantenido en propiedades reales, los descendientes eventualmente pensaron que al quedarse en su propia casa, una momia podría ser mejor atendida y vigilada. Las momias jugaron un papel tan importante en la política que hay casos de momias que se casaron. Una de esas historias es que Huascar hizo que su madre se casara con la momia de su padre para que él pudiera recibir un reclamo legítimo.
A la llegada de los españoles, los incas comenzaron a esconder los cuerpos de los reyes y se volvieron más reservados con su adoración, como afirma Juan de Betanzos. Después de ser nombrado, Polo do Ondegardo y sus hombres encontraron a la mayoría de los reyes momificados y se llevaron sus cuerpos junto con otros elementos rituales como sus huaques o sus estatuas. Un pensamiento popular es que Ondegardo hizo que los cuerpos fueran enterrados en el Cuzco o sus alrededores en secreto para que no fueran descubiertos y adorados nuevamente. Garcilaso de la Vega visitó la casa de Ondegardo y se le mostró una asamblea de reyes embalsamados y atestiguó el grado de su conservación: “Los cuerpos estaban perfectamente conservados sin pérdida de cabello de la cabeza ni de la frente ni de una pestaña. Estaban vestidos como si hubieran estado en vida, con Ilautus (diademas reales) en la cabeza y sus manos estaban cruzadas sobre el pecho”. Posteriormente, las momias fueron enviadas al virrey para que las viera y luego las trajeron de regreso al Cuzco y se creyó que las enterraban en secreto. El virrey guardó las momias en el Hospital de San Andrés en Lima porque era “un gran benefactor de eso". Dado que el hospital era únicamente para los residentes españoles, era probable que estuvieran en exhibición para que los ciudadanos los vieran, lejos de los nativos.

## En Cusco
Debido a su derrota inmediata a manos de los españoles, se ha perdido mucha información sobre la religión inca. Muchos historiadores se basan en las costumbres religiosas de los sujetos incas conquistados para recopilar información sobre las creencias incas. Los incas adoptaron la mayoría, si no todas, sus creencias religiosas de los tres grupos principales que vivían en Perú. Estos grupos fueron los Wari, los Chavín y los Nazca. Con la combinación de las tres religiones de estas sociedades ancestrales, los incas pudieron crear un sistema religioso que dominó casi todos los aspectos de la vida en el imperio.
Los incas eran profundamente religiosos, por lo que tiene sentido que su estructura religiosa fuera muy complicada. La religión se centralizó en la ciudad capital del Cusco. Dentro de Cusco, un calendario muy complicado y organizado controlaba las festividades y días santos de la religión estatal. Este calendario fue responsable de casi todas las ceremonias religiosas que tuvieron lugar en todo el imperio. Dentro de la ciudad del Cusco, también existían más de trescientas veintiocho huacas u objetos sagrados. Las huacas estaban ubicadas en todo el imperio y la mayoría de ellas estaban alrededor de la ciudad capital. Dentro de la ciudad capital también había una quipa. La quipa describió todos los lugares sagrados y cómo se utilizarán durante las ceremonias y sacrificios. Cada lugar sagrado o huaca estaba organizado en cuarenta y una direcciones diferentes llamadas ceques. Estos ceques partían del templo central del Sol llamado Coricancha o "el recinto dorado".
Había diez grupos de la nobleza inca que se encargaban de ser sacerdotes dentro de la ciudad de Cuzco. Estos diez grupos de nobleza fueron llamados panacas. Las panacas tenían un papel vital para la sociedad inca en Cusco porque estaban a cargo del culto a las deidades. Todos los aspectos religiosos que tuvieron lugar alrededor de la ciudad fueron organizados y arreglados por este grupo especial de nobleza. Se decía que los miembros de estos diez grupos tenían un primer antepasado real que había conquistado el valle. Las panacas se decidieron a través del rango de la madre, la sucesión fraterna, la elección y el éxito y el honor del individuo en el campo de batalla. Estos diez grupos se dividieron luego en dos grupos más pequeños, uno que representa a Hanan que vivía al norte del río del valle y también a Urin que vivía al sur del río del valle. Hanan y Hurin estaban formados cada uno por cinco grupos de nobles. Se sabe que el primer grupo de cada una de las Panacas dedicaba todos sus sacrificios al Sol. Los cuatro restantes se encargaron de dedicar sus sacrificios a la Luna, Trueno, Viracocha y la Tierra. Estos grupos de nobleza constituían el nivel más alto de la sociedad y eran muy venerados y respetados en todo el imperio.
Estos cinco dioses o entidades que recibieron la mayoría de los sacrificios dentro del Cusco representan los aspectos más vitales de la vida inca. El Inti representó la organización institucional de la sociedad porque todo en la vida inca giraba alrededor del Sol. Viracocha también se conoce como Apo Contiti Viracocha y es considerado el creador de la civilización. Es uno de los dioses más poderosos de la mitología incaica, si no el más poderoso. Los sacrificios hechos hacia Viracocha representan cuánto los incas dependían de las fuerzas externas para explicar los eventos de su vida diaria. Los sacrificios hacia Illapa representan el manejo de las transiciones en la vida y la sociedad. Los sacrificios hacia la Tierra y la Luna muestran la fertilidad de la Tierra y la naturaleza. Los diez grupos de nobles tenían la responsabilidad de explicar y dar cuenta de todas las ocurrencias del mundo natural dentro y fuera del imperio inca.

## Huacas
El término «huaca» aparece en las primeras crónicas refiriéndose a los dioses que los europeos consideraron secundarios, pero además «huaca» también se refería a lugares de culto e incluso algunas personas y cargos. Pease postula que el término «huaca» en el Tahuantinsuyo se refería a todo lo sagrado.
El soberano «Inca» y los curacas eran considerados «huacas» debido a que ellos podían comunicarse con el mundo sagrado. Debido a que eran huacas, se les rendía reverencia y se les saludaba dándoles un beso ofreciéndoles pestañas y cejas, a esta salutación se le denomianaba «mochado».
Los dioses huacas necesitaban personal dedicado a la adoración, ahí destacaron los sacerdotes como encargados de interpretar el mensaje y las decisiones divinas. Este personal de culto tenía la obligación de organizar los rituales, preparar las fiestas y las ofrendas; esto era muy importante en el Tahuatinsuyo, pues se tenía la creencia que el culto a las huacas estaba ligado a la producción y al bienestar de la sociedad.
Según las crónicas o los escritos de Garcilaso, en el Cuzco, se formó un verdadero panteón, tal es así que los dioses de Huamachuco: Atauguju, Catequilla, los de Huaruchirí fueron reverenciados. Además un estilo de política religiosa permitió el culto a dioses locales de los pueblos integrados a su dominio, el reverso de la penetración de Occidente que extermina toda religiosidad que no encuadra con su dogma

## Las fiestas
El calendario Inca tenía 12 meses de 30 días, cada mes tenía su propio festival y una fiesta de cinco días al final, antes de que comenzara el nuevo año. El año inca comenzó en diciembre y comenzó con Qhapaq Raymi, el magnífico festival. Existían fiestas de carácter regional y otras se festejaban en todo el territorio. Las fiestas del Cusco eran presididas por el Inca, las fiestas en otros lugares del Tahuantinsuyo las dirigía un representante del Inca.
| Mes gregoriano | Mes inca          | Traducción                                                           |
| -------------- | ----------------- | -------------------------------------------------------------------- |
| Diciembre      | Qhapaq Inti Raymi | Fiesta Real del Sol, ayuno y penitencia                              |
| Enero          | Samay killa       | Pequeña Mes Creciente                                                |
| Febrero        | Hatun Puquy Killa | Gran maduración                                                      |
| Marzo          | Pacha Puquy Killa | Maduración de la tierra                                              |
| Abril          | Ayriway Killa     | Mes de las espigas gemelas                                           |
| Mayo           | Aymuray Killa     | Mes de la cosecha                                                    |
| Junio          | Inti Raymi        | Fiesta del Sol y la gran festividad en honor del Sol para la cosecha |
| Julio          | Chawarway Killa   | Festival de la Cosecha                                               |
| Agosto         | Yapuy Killa       | Mes de siembra                                                       |
| Septiembre     | Quya Raymi Killa  | Festival de la Luna                                                  |
| Octubre        | Uma Raymi Killa   | Mes de observación de cultivos                                       |
| Noviembre      | Aya Marcay Killa  | Festival de los muertos                                              |

Todas las fiestas eran multitudinarias pero en el Cusco las más importantes fueron el Inti Raymi (solsticio de invierno) y el Capac Raymi (solsticio de verano), dedicadas al Inti y al Inca respectivamente. Durante estas fiestas las panacas cusqueñas sacaban a las momias y se las paseaba en procesiones por el Cusco, acompañados de música y danzas; luego de esto se representaban teatralmente escenas históricas.
El Qhapaq Raymi fue el primer y mayor festival del año. Durante este festival, los niños incas pasaban por sus ritos de pubertad al entrar en la edad adulta. Además, se llevaban a cabo eventos públicos de beber, bailar y comer pasteles de sangre de llama para venerar al dios Sol.
El Inti Raymi, quizás el segundo festival más importante, tuvo lugar durante el mes del solsticio de junio. Al igual que el Qhapaq Raymi, el Inti Raymi se centró en celebrar al dios Sol, con cánticos durante todo el día que se intensificaron al mediodía y disminuyeron hasta el atardecer. Durante esta fiesta la población en general estaba prohibida de beber chicha, comer sal, ají y tener relaciones sexuales. En el Cusco, la fiesta la presidía el Inca y asistían los curacas de las diversas etnias existentes en el Tahuantinsuyo, esta ocasión también era tomada para que los curacas rindan cuentas sobre las mitas cumplidas por sus pueblos. El festival duraba ocho o nueve días y estaba lleno de ofrendas de chicha, coca y otros artículos que veneraban al dios Sol. Al final del festival, el gobernante Inca fue el primero en arar la tierra, lo que marcó el comienzo de la temporada de arado.
En el mes de Quya Raymi se realizó una ceremonia de purificación que comenzó en Cuzco y se expandió en las cuatro direcciones. Realizado en época de lluvias, debido a un mayor número de enfermedades, los habitantes de Cuzco se golpeaban con antorchas y sacudían la ropa afuera para librarse de la enfermedad. Luego, cuatro grupos de 100 personas partieron con cenizas de sacrificio a lo largo de los cuatro caminos que salen de Cuzco, los caminos de Kollasuyu, Chinchaysuyu, Antisuyu y Cuntisuyu. Los corredores llevaban las cenizas a lo largo de estos caminos y se las pasaban a personas de menor estatus social que continuaban llevando la carga. Cuando llegaban a un área designada, se bañaban en un río, librando al Cuzco y a sus pueblos de impurezas.

## La muerte
La muerte, para los pobladores del Tahuantinsuyo, representaba un viaje de una vida a otra vida. Dicho viaje era difícil y necesitaba ayuda; el kamaqin o ''espíritu'' del difunto necesitaba de un perro negro, que, según la creencia, podía ver en la oscuridad de ese camino y podía guiarlo. El Hakaq Pacha (en quechua, lit. "mundo del más alla") variaba en ubicación y nombre según las etnias, esto debido al concepto de «Pakarina» (lugar de origen de cada pueblo). La idea general era que los muertos iban rumbo a «Pakarina Pampa».[cita requerida]
Se tenía la creencia de que en el otro mundo los seres humanos continuaban agrupándose en ayllus y de que, por ser tan grande el número de difuntos, el espacio y las tierras de cultivo eran insuficientes, por esa razón enviaban al difunto con objetos que satisfagan sus necesidades.
El rito de «pichcar» (pichqay o pitsqay) se sigue practicando en el mundo andino y se sincretizó con el pensamiento cristiano-católico. Consiste en una velada de las ropas del difunto, al quinto día de muerto. Es la despedida final, pues, después de realizarse el rito, ha de retirarse el kamaqin de su última morada.